# Carlo Goldoni
Carlo Osvaldo Goldoni (25. února 1707, Benátky – 6. února 1793, Paříž) byl italský dramatik, především autor mnoha desítek komedií, z nichž mnohé se hrají dodnes.

## Život
Narodil se v rodině lékárníka Giulia Goldoniho a Margherity Salvioni. Číst a psát se naučil už ve čtyřech letech, svou první hru napsal v devíti letech. Stěhovavý život nezdařile podnikavého otce a vlastní neposednosti jej hnaly od dětských střevíčků nejrůznějšími městy severní Itálie: než ve 40 letech zakotvil k trvalejšímu pobytu jako profesionální dramatik v Benátkách. Pokusil se studovat filosofii u dominikánů v Rimini (1720–1721), práva v Pavii (1723–1724) a později v Modeně (1727). Studium práv dokončil až v roce 1731 v Ravenně. Mezitím psal další hry, kočoval s hereckou společností, pracoval v různých advokátních kancelářích sám si i jednu otevřel v domovských Benátkách. Po několika letech se ale přesunul do Verony kde se naplno začal věnovat divadlu.
Určitou dobu působil i jako tajemník benátského velvyslance v Miláně. V roce 1734 se stal účastníkem bitvy u Parmy a vrátil se do Benátek. Tam se začal věnovat už výhradně divadlu. S divadelní společností se pohyboval po Itálii, během pobytu v Janově se oženil s Nicolettou Conniovou.
V dalších letech se úspěšně hrály desítky jeho her, byl ředitelem divadel v Benátkách i Janově, psal libreta oper. V roce 1757 byl jmenován v Parmě dvorním básníkem francouzských Bourbonů s pravidelnou penzí. V roce 1758 jej přijal na audienci papež Klement XIII.
V roce 1763 odjel do Paříže, kde se stal vychovatelem královských dcer a psal další komedie. V letech 1784–1787 napsal své Paměti. V roce 1792 mu Národní konvent zastavil penzi. Obnovil mu ji na přímluvu přátel v únoru 1793. Zemřel v chudobě den před tímto rozhodnutím.

## Dílo

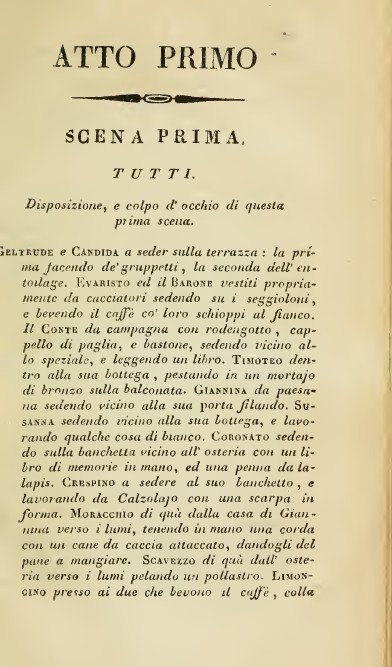
Commedie

- Kolos (1724) – satira, kvůli níž byl vyloučen z koleje v Pavii
- Belisar (1734) – první kompletní hra, hraná v kamenném divadle
- Světák Jeroným (1738) – autorova první komedie s psanými promluvami hlavní postavy
- Komteska (1743) – první realizované libreto ke komické opeře
- Sluha dvou pánů (1745)
- Pamela (1750) – dramatizace románu Pamela aneb Odměněná ctnost anglického spisovatele Samuela Richardsona
- Lhář (1750-1751)
- Kavárnička (1750)
- Zdravá nemocná (1751)
- Mirandolina (La Locandiera, 1753)
- Náměstíčko (Campiello, 1756)
- Impresário ze Smyrny (1759)
- Poprask na laguně (Le baruffe chiozzotte, 1762)